# Джейсън Бекър
Джейсън Илай Бекър (роден на 22 юли 1969 г.) е неокласически метъл китарист и композитор от САЩ.

## Биография
Роден е в Ричмънд, Калифорния. Завършва гимназия „Кенеди“ в Ричмънд.
На 16 години става част от „Shrapnel Records“. Заедно с набиращия популярност тогава Марти Фрийдмън сформират дуо Cacophony.
През 1987 г. издават албума „Speed Metal Symphony“. През 1988 г. издават албума „Go Off!“.
Дуото се разпада през 1989 г. и Бекър започва да работи върху солвата си кариера.
През 1988 г. Джейсън издава първия си самостоятелен албум „Perpetual Burn“ онтново с „Shrapnel Records“, а по-късно се присъединява към групата на Дейвид Лий Рот (вокалист на изврестната група Van Halen), записвайки албума „A Little Ain't Enough“.
Бляскавата кариера на Бекър е съкратена след като бива диагностициран с ALS (амиотрофична латерална склероза) в края на 1989 г. Въпреки прогресивната и нелечима болест Джейсън Бекър, макар и парализиран продължава да композира. През 1996 г. губи способността си да говори, но успява да комуникира с околните си чрез очна система измислена от баща му Гери Бекър.
През 1990 г. списание „Guitar magazine“ обявява Джейсън за най-добрия млад китарист в света.
През 1995 г. Джейсън издава албум с 9 песни – „Perspective“, който е преиздаден на 22 юни 2001 г.
На 4 ноември 2008 г. Shrapnel Records издава нов албум на Джейсън, озаглавен „Collection“, който включва три нови песни.
На 20 август 2010 г. Джейсън обявява, че предстои издаване на албум с музика, която записва като тийнейджър. На 13 ноември 2011 г. се състои китарен фестивал, посветен на Джейсън Бекер, в който свирят музиканти от различни поколения.